# Hrabstwo Douglas (Georgia)

Piramida wieku hrabstwa

Hrabstwo Douglas (ang. Douglas County) – hrabstwo w stanie Georgia w Stanach Zjednoczonych. Według spisu w 2020 roku liczy 144,2 tys. mieszkańców. Należy do obszaru metropolitalnego Atlanty. Jego siedzibą administracyjną jest Douglasville.

## Geografia
Według spisu z 2000 roku obszar całkowity hrabstwa obejmuje powierzchnię 200,26 mil2 (518,67 km²), z czego 199,30 mil2 (516,18 km²) stanowią lądy, a 0,96 mil2 (2,49 km²) stanowią wody. 

### Miasta
- Douglasville
- Lithia Springs (CDP)

### Sąsiednie hrabstwa
- Hrabstwo Cobb (północny wschód)
- Hrabstwo Fulton (południowy wschód)
- Hrabstwo Carroll (zachód)
- Hrabstwo Paulding (północ)

## Demografia
W latach 2010–2020 populacja hrabstwa wzrosła o 8,9% osiągając 144,2 tys. mieszkańców. Według danych z 2020 roku, 47,6% stanowili czarnoskórzy Amerykanie lub Afroamerykanie, 44,6% ludność biała (38,9% nie licząc Latynosów),  1,7% to Azjaci, 3,3% miało rasę mieszaną i 0,09% to rdzenna ludność Ameryki. Latynosi stanowili 9,9% ludności hrabstwa.
Poza osobami pochodzenia afroamerykańskiego, do największych grup w hrabstwie należą osoby pochodzenia „amerykańskiego” (9,9%), meksykańskiego (6,4%), irlandzkiego (5,8%), angielskiego (5,1%) i niemieckiego (4,4%).

## Religia
W 2020 roku dwie największe denominacje pod względem członkostwa to Południowa Konwencja Baptystyczna (18,1%) i Kościół katolicki (11,6%). Następnie były lokalne bezdenominacyjne zbory ewangelikalne (8%), Kościoły zielonoświątkowe (ponad 6%), Kościoły metodystyczne (3,6%), świadkowie Jehowy (1,4%), adwentyści dnia siódmego (1,1%) i muzułmanie (1%).

## Polityka
Hrabstwo jest przeważająco demokratyczne, gdzie w wyborach prezydenckich w 2020 roku, 61,9% głosów otrzymał Joe Biden i 36,8% przypadło dla Donalda Trumpa.